# Награды Северной Осетии — Алании
Государственные награды Республики Северная Осетия — Алания — награды субъекта Российской Федерации учреждённые Главой (ранее — Президентом) Республики Северная Осетия — Алания, согласно нормативным правовым актам: Указу Президента Республики Северная Осетия — Алания от 25 августа 1995 года № 214 «О государственных наградах Республики Северная Осетия — Алания», Закону Республики Северная Осетия — Алания от 15 августа 2007 года № 38-РЗ «О государственных наградах Республики Северная Осетия — Алания», Указу Главы Республики Северная Осетия — Алания от 18 июня 2018 года № 179 «Об утверждении положения о награждении государственными наградами Республики Северная Осетия — Алания», а также другим законодательным актам о наградах Республики Северная Осетия — Алания.
Государственные награды Республики Северная Осетия — Алания являются высшей формой поощрения граждан за особые заслуги в государственном строительстве, экономике, науке, культуре, искусстве, воспитании, просвещении, охране здоровья, жизни и прав граждан, благотворительной деятельности, за успехи в труде и иные заслуги перед Республикой Северная Осетия — Алания.
Орден «Слава Осетии», звание «Герой труда Осетии» и медаль «Во Славу Осетии» являются высшими государственными наградами Республики Северная Осетия — Алания.
Также в Республике Северная Осетия — Алания установлен ряд почётных званий и Почётная грамота Республики Северная Осетия — Алания.
Награждение государственными наградами Республики Северная Осетия — Алания производится указами Главы Республики Северная Осетия — Алания о награждении.
Правовой статус государственных наград и порядок награждения определяется Законом Республики Северная Осетия — Алания от 15 августа 2007 года № 38-РЗ.

## Государственные награды

### Высшие награды
| Изображение награды                             | Наименование награды                       | Дата учреждения      | Правила награждения | Источник |
| ----------------------------------------------- | ------------------------------------------ | -------------------- | --- | --- |
|                                                 | Орден «Слава Осетии»осет. «Ирыстоны намыс» | 11 марта 2009 года   | Орден «Слава Осетии» является высшей государственной наградой Республики Северная Осетия — Алания. Орденом «Слава Осетии» награждаются граждане за исключительные личные заслуги перед Республикой Северная Осетия — Алания, её народом, связанные с развитием государственности, выдающимися достижениями в труде, защите жизни и прав граждан, укреплении мира, дружбы и сотрудничества между народами, способствующие процветанию и славе Республики Северная Осетия — Алания. Лицам, удостоенным ордена «Слава Осетии», присваивается звание «Кавалер ордена „Слава Осетии“». Орден «Слава Осетии» носится на левой стороне груди и при наличии орденов и медалей Российской Федерации и СССР располагается после них. | Статья 4 Закона Республики Северная Осетия-Алания от 15 августа 2007 года № 38-РЗ «О государственных наградах Республики Северная Осетия-Алания»                                                                                      |
| Медаль «Герой труда Осетии»                     | Звание «Герой труда Осетии»                | 4 декабря 2017 года  | Звание «Герой труда Осетии» является высшей степенью отличия за особые трудовые заслуги и присваивается гражданам, которые добились выдающихся результатов в производственной и иной деятельности, внесли многолетним добросовестным трудом значительный вклад в экономическое и социально-культурное развитие Республики Северная Осетия — Алания. Лицу, которому присвоено звание «Герой труда Осетии», вручается медаль «Герой труда Осетии». Медаль «Герой труда Осетии» носится на левой стороне груди и при наличии государственных наград Российской Федерации, государственных наград СССР, ношение которых предусмотрено на левой стороне груди, ордена «Слава Осетии», медали «Во Славу Осетии» располагается после них. Лицу, которому присвоено звание «Герой труда Осетии», выплачивается единовременное денежное вознаграждение в размере ста тысяч рублей без учёта налога на доходы физических лиц, а также ежемесячная доплата к пенсии в размере пяти тысяч рублей без учёта налога на доходы физических лиц. Порядок и условия предоставления денежного вознаграждения и ежемесячной доплаты к пенсии определяются Правительством Республики Северная Осетия — Алания. | Статья 4.2 Закона Республики Северная Осетия-Алания от 15 августа 2007 года № 38-РЗ «О государственных наградах Республики Северная Осетия-Алания»                                                                                    |
| Вид медали от 1995 года Вид медали от 2007 года | Медаль «Во Славу Осетии»                   | 25 августа 1995 года | Медалью «Во Славу Осетии» награждаются граждане за высокие достижения в государственной, производственной, научно-исследовательской, социально-культурной, общественной и благотворительной деятельности, позволившей существенным образом улучшить условия жизни людей, за заслуги в подготовке высококвалифицированных кадров, воспитании подрастающего поколения, поддержании законности и правопорядка. Медаль «Во Славу Осетии» носится на левой стороне груди и при наличии орденов, медалей Российской Федерации и ордена «Слава Осетии» располагается после них. | Указ Президента Республики Северная Осетия-Алания от 25 августа 1995 года № 214 «О государственных наградах …» --- Статья 4.1 Закона Республики Северная Осетия-Алания от 15 августа 2007 года № 38-РЗ «О государственных наградах …» |

### Почётные звания
| Изображение награды                                               | Наименование награды                                               | Дата учреждения      | Правила награждения | Источник |
| ----------------------------------------------------------------- | ------------------------------------------------------------------ | -------------------- | --- | --- |
| Нагрудный знак Почётного гражданина                               | Звание «Почётный гражданин Республики Северная Осетия — Алания»    | 11 марта 2019 года   | Звание «Почётный гражданин Республики Северная Осетия — Алания» присваивается пожизненно гражданам за выдающиеся заслуги в государственном и муниципальном управлении, укреплении мира, развитии экономики, производства, науке, технике, культуре, искусстве, воспитании и образовании, здравоохранении, благотворительной и иной общественной деятельности, направленной на достижение экономического, социального и культурного благополучия Республики Северная Осетия — Алания, за высокое профессиональное мастерство и многолетний труд, деятельность, способствующую всестороннему развитию Республики Северная Осетия — Алания, повышению её роли и авторитета в Российской Федерации и за рубежом, а также за мужество, героизм, смелость и отвагу при выполнении служебного и (или) гражданского долга. Решение о присвоении звания «Почётный гражданин Республики Северная Осетия — Алания» принимается Главой Республики Северная Осетия — Алания в порядке, установленном указом Главы Республики Северная Осетия — Алания. Для лиц удостоенных звания предусмотрены денежные выплаты и дополнительные льготы. Им вручается нагрудный знак «Почётный гражданин Республики Северная Осетия — Алания» и удостоверение Почётного гражданина. | Закон Республики Северная Осетия-Алания от 11 марта 2019 года № 16-РЗ «О звании „Почётный гражданин Республики Северная Осетия-Алания“»                     |
| Образец нагрудного знака к Почётным званиям                       | Почётные звания Республики Северная Осетия — Алания                | 25 августа 1995 года | Почётные звания Республики Северная Осетия — Алания присваиваются за большие заслуги в развитии республики, высокое профессиональное мастерство и многолетний добросовестный труд в различных областях жизнедеятельности на благо народа Республики Северная Осетия — Алания. В настоящее время (на 2020 год) установлены следующие почётные звания: • с приставкой «Заслуженный»: металлург, строитель, работник промышленности, работник сельского хозяйства, работник транспорта, работник дорожного хозяйства, работник жилищно-коммунального хозяйства, работник государственной гражданской службы, работник муниципальной службы, экономист, юрист, работник охраны природы, работник бытового обслуживания, работник торговли, работник физической культуры и спорта, деятель науки, врач, работник здравоохранения, работник социальной защиты населения, учитель, работник образования, артист, художник, деятель искусств, работник культуры, работник связи, спасатель, журналист, архитектор; • с приставкой «Народный»: артист, художник, писатель (поэт). Почётное звание с приставкой «Народный» присваивается, не ранее чем через пять лет после присвоения почётного звания с приставкой «Заслуженный». Лицам, удостоенным почётных званий Республики Северная Осетия — Алания, вручаются грамота и нагрудный знак установленного образца. | Указ Президента Республики Северная Осетия-Алания от 25 августа 1995 года № 214 «О государственных наградах Республики Северная Осетия-Алания»              |
| Нагрудный знак «Мать-героиня Республики Северная Осетия — Алания» | Почётное звание «Мать-героиня Республики Северная Осетия — Алания» | 15 августа 2007 года | Почётное звание «Мать-героиня Республики Северная Осетия — Алания» присваивается многодетным матерям, гражданам Российской Федерации, проживающим в Республике Северная Осетия — Алания, воспитавшим и воспитывающим семь и более детей в благополучных, социально ответственных семьях, обеспечивающим достойное и гармоничное воспитание, образование, духовное, эстетическое и физическое развитие детей, подающим пример в повышении авторитета и престижа материнства, в укреплении института семьи и воспитании детей. Матерям, удостоенным почётного звания «Мать-героиня Республики Северная Осетия — Алания», вручаются грамота и нагрудный знак установленного образца. | Закон Республики Северная Осетия-Алания от 15 августа 2007 года № 38-РЗ «О государственных наградах Республики Северная Осетия-Алания (Статья 5, часть 27)» |

### Медали
| Изображение награды | Наименование награды      | Дата учреждения      | Правила награждения | Источник |
| ------------------- | ------------------------- | -------------------- | --- | --- |
|                     | Медаль «За защиту Осетии» | 25 августа 1995 года | Медаль «За защиту Осетии» является государственной наградой Республики Северная Осетия — Алания. Медалью «За защиту Осетии» награждались граждане проявившие доблесть, самоотверженность и мужество при защите прав и жизни граждан Республики в период с 31 октября по 4 ноября 1992 года, в ходе проведения операции по отражению вооружённого вторжения ингушских боевиков на территорию Пригородного района Северо-Осетинской АССР. Медаль присутствовала в первоначальной редакции Указа Президента РСО-А от 25 августа 1995 года № 214 «О государственных наградах Республики Северная Осетия — Алания», позже была исключена.                        | Указ Президента Республики Северная Осетия — Алания от 25 августа 1995 года № 214 «О государственных наградах Республики Северная Осетия — Алания»                                           |
|                     | Медаль «Знак Почёта»      | 10 октября 2002 года | Медаль «Знак Почёта» является государственной наградой Республики Северная Осетия — Алания. Медалью «Знак Почёта» награждаются граждане за выдающиеся заслуги в государственном строительстве, экономике, науке, образовании, культуре, охране здоровья, жизни и прав граждан, благотворительной деятельности и иные выдающиеся заслуги перед народом Республики Северная Осетия — Алания. Медалью «Знак Почёта» могут быть награждены граждане Российской Федерации, иностранные граждане и лица без гражданства. Медаль «Знак Почёта» носится на левой стороне груди и при наличии орденов и медалей Российской Федерации и СССР располагается после них. | Постановление Парламента Республики Северная Осетия-Алания от 10 октября 2002 года № 594/46 «Об учреждении государственной награды Республики Северная Осетия-Алания — медали „Знак Почёта“» |

### Премии
| Изображение награды                                                | Наименование награды                             | Дата учреждения     | Правила награждения | Источник |
| ------------------------------------------------------------------ | ------------------------------------------------ | ------------------- | --- | --- |
| Вид нагрудного знака от 1964 года Современный вид нагрудного знака | Государственная премия имени Коста Хетагурова    | 6 октября 1964 года | Премия имени Коста Хетагурова в области литературы и искусства впервые была учреждена 6 октября 1964 года. Согласно Положению о государственной премии имени Коста Хетагурова в области литературы и искусства, премия присуждается за создание произведений литературы и искусства, получивших общественное признание и являющихся выдающимся творческим вкладом в культуру Осетии. Один раз в три года присуждаются две премии: одна в области литературы и одна в области искусства. Не допускается выдвижение авторов на соискание премии посмертно, за исключением случая, когда смерть автора наступила после его выдвижения на соискание Государственной премии имени Коста Хетагурова. Лицу, удостоенному Государственной премии Республики Северная Осетия — Алания имени Коста Хетагурова, присваивается почетное звание «Лауреат Государственной премии имени Коста Хетагурова в области литературы (искусства)», вручается денежное вознаграждение, диплом и нагрудный знак. Государственная премия имени Коста Хетагурова вручается Главой Республики Северная Осетия — Алания в торжественной обстановке в день рождения Коста Хетагурова (15 октября). | Указ Президента Республики Северная Осетия-Алания от 13 мая 1999 года № 37 «О Государственной премии имени Коста Хетагурова в области литературы и искусства» |
|                                                                    | Государственная премия имени Мисоста Камбердиева | 1 апреля 2013 года  | Государственная премия имени Мисоста Камбердиева в области литературы присуждается молодым авторам в возрасте до 35 лет за оригинальные литературные произведения, новаторский подход к литературному творчеству, раскрытие тем нравственности, духовности и патриотизма, за актуальность тем и языковую безупречность. Премия присуждается один раз в два года в размере 50 тысяч рублей каждая в номинациях: проза, поэзия, драматургия. Премия присуждается указом Главы Республики Северная Осетия — Алания по представлению Комиссии по Государственной премии имени Мисоста Камбердиева в области литературы. Присуждение Премии приурочивается к 9 июня — дню рождения Мисоста Камбердиева. На соискание Премии представляются оригинальные авторские произведения при условии, что они созданы в течение рассматриваемых двух лет до 1 января года присуждения Премии. Авторские произведения, ранее удостоенные премии Российской Федерации или Республики Северная Осетия — Алания, к участию в конкурсе на соискание Премии не допускаются. | Указ Главы Республики Северная Осетия-Алания от 1 апреля 2013 года № 86 «О государственной премии имени Мисоста Камбердиева в области литературы»             |

### Грамоты и благодарности
| Изображение награды | Наименование награды                                 | Дата учреждения      | Правила награждения | Источник |
| ------------------- | ---------------------------------------------------- | -------------------- | --- | --- |
|                     | Почётная грамота Республики Северная Осетия — Алания | 15 августа 2007 года | Почётной грамотой Республики Северная Осетия — Алания награждаются граждане и коллективы организаций и учреждений, отличившиеся в общественной, производственной и научной деятельности, в развитии культуры, литературы и искусства, за вклад в укрепление мира и дружбы между народами, активное участие в миротворческой деятельности. | Статья 6 Закона Республики Северная Осетия-Алания от 15 августа 2007 года № 38-РЗ «О государственных наградах Республики Северная Осетия-Алания» |

### Юбилейные медали
| Изображение награды | Наименование награды                           | Дата учреждения      | Правила награждения | Источник |
| ------------------- | ---------------------------------------------- | -------------------- | --- | --- |
|                     | Юбилейная медаль «60 лет битвы за Владикавказ» | 10 октября 2002 года | Юбилейная медаль «60 лет битвы за Владикавказ» является государственной наградой Республики Северная Осетия — Алания. Юбилейной медалью «60 лет битвы за Владикавказ» награждаются граждане за участие в обороне города Владикавказа в годы Великой Отечественной войны. Юбилейной медалью «60 лет битвы за Владикавказ» могут быть награждены граждане Российской Федерации, иностранные граждане и лица без гражданства. Юбилейная медаль «60 лет битвы за Владикавказ» носится на левой стороне груди, после медали «Знак Почёта». | Постановление Парламента Республики Северная Осетия-Алания от 10 октября 2002 года № 595/46 «Об учреждении государственной награды Республики Северная Осетия-Алания — юбилейной медали „60 лет битвы за Владикавказ“» |

## Ведомственные награды
| Изображение награды | Наименование награды                                                                       | Дата учреждения      | Правила награждения | Источник |
| ------------------- | ------------------------------------------------------------------------------------------ | -------------------- | --- | --- |
|                     | Нагрудный знак «За вклад в развитие добровольчества в Республике Северная Осетия — Алания» | 2021 год             | Нагрудный знак «За вклад в развитие добровольчества в Республике Северная Осетия — Алания» является ведомственной наградой комитета Республики Северная Осетия — Алания по делам молодежи. Нагрудный знак является формой поощрения за вклад в развитие добровольческой (волонтерской) деятельности на территории Республики Северная Осетия — Алания. Нагрудный знак вручается лицам, внесшим значительный вклад в развитие добровольчества (волонтерства) и осуществляющим добровольческую (волонтерскую) деятельность на территории Республики Северная Осетия — Алания не менее двух лет. | Положение о нагрудном знаке «За вклад в развитие добровольчества в Республике Северная Осетия — Алания» --- Информация о награждении… |
|                     | Нагрудный знак «За цифровизацию Алании»                                                    | 20 февраля 2019 года | Нагрудный знак «За цифровизацию Алании» является ведомственной наградой управления Республики Северная Осетия — Алания по информационным технологиям и связи. Нагрудным знаком награждаются лица за значительные достижения, разработку и внедрение инновационных проектов в сфере развития цифровой экономики Республики Северная Осетия — Алания. Ходатайство о награждении нагрудным знаком вносится на имя Главы Республики Северная Осетия — Алания. Вместе с нагрудным знаком вручается удостоверение к нагрудному знаку. Нагрудный знак носится на левой стороне груди. При наличии государственных наград Республики Северная Осетия — Алания нагрудный знак располагается после них. Повторное награждение нагрудным знаком не допускается. | Положение о нагрудном знаке «За цифровизацию Алании» --- Информация об учреждении… ---                                                |
|                     | Знак «За отличие в службе МВД по РСО-Алания»                                               | ???                  | Знаком «За отличие в службе МВД по Республике Северная Осетия — Алания» награждаются сотрудники органов внутренних дел за образцовое выполнения служебного долга, безупречное поведение, неукоснительное соблюдение законности, надежную охрану законных интересов и прав граждан от преступных посягательств. | Приказ Министра внутренних дел по Республике Северная Осетия — Алания                                                                 |
|                     | Нагрудный знак «Следственный комитет РФ по РСО-Алания. За отличие»                         | ???                  | Нагрудным знаком «Следственный комитет РФ по РСО-Алания. За отличие» награждаются сотрудники, работники, федеральные государственные гражданские служащие, а также пенсионеры органов и учреждений Следственного комитета Российской Федерации по Республике Северная Осетия — Алания, за примерное исполнение своих служебных обязанностей, продолжительную и безупречную службу. | Внутренний Приказ по Следственному комитету РФ по РСО-Алания                                                                          |

## Общественные награды
| Изображение награды | Наименование награды                                                 | Дата учреждения     | Правила награждения | Источник |
| ------------------- | -------------------------------------------------------------------- | ------------------- | --- | --- |
|                     | Орден «Народное признание» (Адӕмы Хорзӕх)                            | 2018 год            | Орден «Адӕмы Хорзӕх» является высшей формой общественного поощрения граждан за исключительные заслуги перед народом Осетии, способствующие его процветанию и славе. Отбор кандидатур для награждения производится по утверждаемым Президиумом МОД «ВСО» номинациям. После принятия Комиссией решения список кандидатур, но не более 3-х по одной номинации, передается в Президиум для организации проведения широкого опроса среди населения. Опросы проводятся в районах РСО-Алания, РЮО-ГА, а также с использованием возможностей сети Интернет в течение определенного Президиумом КС времени. По истечении установленных сроков подводятся итоги, результаты которых представляются для рассмотрения в Координационный Совет. Решение о награждении орденом «Адӕмы Хорзӕх» принимает Координационный Совет МОД «Высший Совет Осетин» на основании результатов проведенных опросов населения. Награждение орденом «Адӕмы Хорзӕх» проводится ежегодно в соответствии с настоящим Положением. Орден «Адӕмы Хорзӕх» вручается в торжественной обстановке не позднее чем через 3 месяца со дня принятия решения о награждении. Орден «Адӕмы Хорзӕх» и удостоверение к нему имеют номер. | Положение Президиума Международного общественного движения «Высший Совет Осетин» от 2018 года «О награде МОД „Высший Совет Осетин“ — ордене „Адӕмы Хорзӕх“» |
|                     | Памятный знак «Беслан. За вклад в сохранение мира»                   | май 2019 года       | Памятный знак «Беслан. За вклад в сохранение мира» является общественной наградой Северо-Осетинской общественной организации «Ассоциация жертв террористических актов „Матери Беслана“». Памятным знаком «Беслан. За вклад в сохранение мира» награждаются граждане Российской Федерации и иностранные граждане за организацию социальной помощи и реабилитации пострадавших в террористических актах, а также за вклад в сохранение памяти о погибших. Памятный знак изготовлен за счёт средств совета духовно-нравственного воспитания человека при «МАНЭП», выпущен тиражом 30 экземпляров. 29 мая 2019 года комплект знаков передан Председателю комитета «Матери Беслана» для производства награждений. | Положение о памятном знаке «Беслан. За вклад в сохранение мира»                                                                                             |
|                     | Медаль «155 лет пожарной охране Республики Северная Осетия — Алания» | 18 апреля 2016 года | Медалью «155 лет пожарной охране Республики Северная Осетия — Алания» награждались: - личный состав федеральной противопожарной службы Государственной противопожарной службы Главного управления МЧС России по РСО-Алания и его подведомственных подразделений, стаж службы (работы) которого на момент награждения составлял 10 и более лет; - военнослужащие и государственные гражданские служащие Главного управления МЧС России по РСО-Алания, внёсшие определённый вклад в обеспечение пожарной безопасности Республики Северная Осетия — Алания, стаж службы (работы) которых на момент награждения составлял 10 и более лет; - ветераны и пенсионеры пожарной охраны и МЧС России по РСО-Алания; - представители других министерств и ведомств, организаций, внёсшие опредёленный вклад в обеспечение пожарной безопасности Республики Северная Осетия — Алания; - представители органов исполнительной власти Республики Северная Осетия — Алания и местного самоуправления, внёсшие определённый вклад в обеспечение пожарной безопасности Республики Северная Осетия — Алания; - другие лица, оказывающие содействие в обеспечении пожарной безопасности Республики Северная Осетия — Алания. Право награждения медалью «155 лет пожарной охране Республики Северная Осетия — Алания» предоставлялось начальнику Главного управления МЧС России по Республике Северная Осетия — Алания. | Решение комиссии по ОМиПЗ от 18 апреля 2016 года № 123 «Об учреждении медали „155 лет пожарной охране Республики Северная Осетия — Алания“» ---             |

## Награды города Владикавказа
Награды города Владикавказа — награды используемые (наряду с государственными наградами Республики Северная Осетия — Алания) для награждения жителей столицы Республики Северная Осетия — Алания — города Владикавказ.
К наградам города Владикавказа относятся:
- звание «Почётный гражданин города Владикавказа»;
- памятная медаль «Владикавказ — Город воинской славы»;
- памятный нагрудный знак «Владикавказ — Город воинской славы»;
- почётная грамота администрации Владикавказа.

Городские награды являются формой поощрения граждан и организаций за заслуги в экономике, совершенствование системы городского самоуправления, жилищно-коммунального хозяйства, науке, культуре, спорте, искусстве, государственной службе и иные заслуги перед городом Владикавказом.
| Изображение награды                 | Наименование награды                                                | Дата учреждения                  | Правила награждения | Источник |
| ----------------------------------- | ------------------------------------------------------------------- | -------------------------------- | --- | --- |
| Нагрудный знак Почётного гражданина | Звание «Почётный гражданин города Владикавказа (Дзауджикау)»        | 1832 год --- 17 апреля 2012 года | Звание «Почётный гражданин города Владикавказа (Дзауджикау)» является высшим знаком признательности выдающихся заслуг к лицам, внёсшим большой, общественно значимый вклад в социально-экономическое и культурное развитие города, воспитание, просвещение и охрану здоровья людей, в течение длительного времени проводившим активную общественную, благотворительную и иную деятельность, способствовавшую улучшению жизни жителей города, и заслужившим тем самым право на всеобщее уважение и благодарность. Звание «Почётный гражданин города Владикавказа (Дзауджикау)» является высшей муниципальной наградой города и присваивается решением Собрания представителей города Владикавказа как при жизни, так и посмертно. Звание «Почётный гражданин города Владикавказа (Дзауджикау)» является пожизненным. | Решение Собрания представителей города Владикавказа от 17 апреля 2012 года № 33/19 «Об утверждении Положения о звании „Почётный гражданин города Владикавказа (Дзауджикау)“» (с изменениями на 30 марта 2018 года) |
|                                     | Памятная медаль «Владикавказ — Город воинской славы»                | 11 июня 2013 года                | Памятная медаль «Владикавказ — город воинской славы» является наградой Муниципального образования город Владикавказ и присваивается ветеранам Великой Отечественной войны, ветеранам боевых действий, ветеранам военной службы, ветеранам государственной и муниципальной службы, ветеранам труда, гражданам за заслуги перед обществом, значительный вклад в дело защиты Отечества, развития ветеранского движения, за деятельность, способствующую патриотическому воспитанию населения, сохранению исторического и культурного наследия города Владикавказ, внёсшим личный вклад в социально-экономическое развитие города Владикавказ, заслужившим тем самым право на всеобщее уважение и благодарность. Лицам, награждённым памятной медалью, предоставляются льготы: бесплатный проезд на общественном транспорте в городе Владикавказ (за исключением такси), внеочередной приём руководителями и другими должностными лицами органов местного самоуправления города Владикавказ. Памятная медаль носится на левой стороне груди ниже государственных наград Российской Федерации и СССР. | Решение Собрания представителей города Владикавказа от 11 июня 2013 года «Об учреждении памятной медали „Владикавказ — Город воинской славы“»                                                                      |
|                                     | Памятный нагрудный знак «Владикавказ — Город воинской славы»        | 20 апреля 2010 года              | Памятный нагрудный знак «Владикавказ — Город воинской славы» учреждён в ознаменование 65-летия Победы в Великой Отечественной войне 1941—1945 гг. и в целях поощрения граждан Российской Федерации, иностранных граждан и лиц без гражданства за особые заслуги перед обществом, значительный вклад в дело защиты Отечества, развития ветеранского движения, патриотического воспитания молодежи, укрепления мира, дружбы и сотрудничества между народами, за благотворительную деятельность, высокое профессиональное мастерство, достижения в труде и иные заслуги перед столицей Республики Северная Осетия — Алания городом Владикавказом. Памятный нагрудный знак вручается в торжественной обстановке главой администрации города Владикавказа либо другими должностными лицами администрации местного самоуправления города Владикавказа по его поручению. Вместе с памятным нагрудным знаком вручается удостоверение установленного образца. Памятный нагрудный знак носится на правой стороне груди.                                                                                    | Постановление администрации местного самоуправления города Владикавказа от 20 апреля 2010 года № 490 «Об учреждении памятного нагрудного знака „Владикавказ — Город воинской славы“»                               |
|                                     | Почётная грамота главы муниципального образования город Владикавказ | 5 июля 2013 года                 | Почётная грамота главы муниципального образования город Владикавказ учреждена для награждения коллективов организаций, членов городского сообщества, граждан Российской Федерации или других государств за трудовые достижения (многолетний добросовестный труд) в экономике, производстве, науке, культуре, искусстве, физической культуре и спорте, образовании, воспитании, просвещении, охране здоровья и других сферах деятельности; образцовое выполнение воинского и служебного долга; обеспечение общественного порядка. Решение о награждении Почётной грамотой принимает глава муниципального образования город Владикавказ (Дзауджикау) и издаёт соответствующее постановление. Почётная грамота подписывается главой муниципального образования город Владикавказ (Дзауджикау). | Постановление главы муниципального образования город Владикавказ от 5 июля 2013 года № 05-п «Об утверждении „Положения о наградах главы муниципального образования город Владикавказ (Дзауджикау)“»                |